# Associazione Calcio Cesena 1964-1965
Questa pagina raccoglie le informazioni riguardanti l'Associazione Calcio Cesena nelle competizioni ufficiali della stagione 1964-1965.

## Rosa
| N. |                   | Ruolo | Calciatore         |
| -- | ----------------- | ----- | ------------------ |
|    | Italia (bandiera) | P     | Antonio Annibale   |
|    | Italia (bandiera) | D     | Galeazzo Bello     |
|    | Italia (bandiera) | D     | Giancarlo Bessi    |
|    | Italia (bandiera) | D     | Denis Brunazzi     |
|    | Italia (bandiera) |       | Castano            |
|    | Italia (bandiera) | A     | Lauro Ceccarelli   |
|    | Italia (bandiera) | A     | Dino Cherubini     |
|    | Italia (bandiera) | C     | Mario Dal Molin    |
|    | Italia (bandiera) | C     | Eugenio Fantini    |
|    | Italia (bandiera) | A     | Pier Luigi Gabetto |

| N. |                   | Ruolo | Calciatore             |
| -- | ----------------- | ----- | ---------------------- |
|    | Italia (bandiera) | C     | Claudio Govoni         |
|    | Italia (bandiera) | C     | Leonello Leoni         |
|    | Italia (bandiera) | A     | Luciano Mazzotti       |
|    | Italia (bandiera) | D     | Carlo Olivetti         |
|    | Italia (bandiera) | C     | Armando Picciafuoco    |
|    | Italia (bandiera) | D     | Claudio Piselli        |
|    | Italia (bandiera) | C     | Bruno Pollini          |
|    | Italia (bandiera) | C     | Francesco Sciacalepore |
|    | Italia (bandiera) | C     | Gian Carlo Succi       |